# Sanguisorba ancistroides
Sanguisorba ancistroides är en rosväxtart som först beskrevs av René Louiche Desfontaines, och fick sitt nu gällande namn av Cesati. Sanguisorba ancistroides ingår i släktet storpimpineller, och familjen rosväxter. Inga underarter finns listade i Catalogue of Life.